# Noriko Narazaki
Noriko Narazaki (jap. 楢崎教子 Narazaki Noriko; * als Noriko Sugawara 27. September 1972 in Yamato, Präfektur Kanagawa) ist eine ehemalige japanische Judoka. Sie gewann zwei olympische Medaillen und war 1999 Weltmeisterin.

## Karriere
Die 1,57 m große Noriko Sugawara gewann 1990 die Silbermedaille im Halbleichtgewicht bei den Junioren-Weltmeisterschaften. 1994 trat sie bei den Asienspielen 1994 im Leichtgewicht an und erkämpfte die Silbermedaille hinter der Südkoreanerin Jung Sun-yong. Zwei Monate danach gewann die Studentin der Universität Tsukuba den Titel bei den Studentenweltmeisterschaften. Ab 1995 kämpfte Sugawara wieder im Halbleichtgewicht. Bei den Olympischen Spielen 1996 in Atlanta unterlag sie im Viertelfinale der Kubanerin Legna Verdecia, mit Siegen in der Hoffnungsrunde über die Deutsche Alexa von Schwichow, die Argentinierin Carolina Mariani und die Polin Ewa-Larysa Krause sicherte sich Sugawara eine Bronzemedaille.
Nach ihrer Heirat kämpfte sie als Noriko Narazaki bei den Weltmeisterschaften 1999 in Birmingham. Mit Siegen über die Algerierin Salima Souakri und die Kubanerin Verdecia im Finale gewann Narazaki den Weltmeistertitel. Bei ihrer zweiten Olympiateilnahme 2000 in Sydney besiegte sie Salima Souakri im Viertelfinale. Nach dem Halbfinalsieg über die Chinesin Liu Yuxiang traf sie im Finale einmal mehr auf Legna Verdecia und unterlag nach 2:19 Minuten durch Ippon.